# Zalivska oblast San Franciska
Zalivska oblast San Franciska (engl. San Francisco Bay Area), takođe poznata samo kao Zalivska oblast (engl. The Bay Area), geografski je raznovsna metropolitanska oblast koja okružuje zaliv San Franciska u severnoj Kaliforniji. Zalivska oblast je dom za više od sedam miliona ljudi, i sastoji se od gradova, vojnih baza, aerodroma, ukomponovanih sa regionalnim, državnim i nacionalnim parkovima, rasutih preko devet okruga (deset po nekim agencijama) i povezanih velikom mrežom puteva, auto-puteva, železničkih pruga i prigradskih sistema železnice.
Zalivska oblast, za razliku od tipičnih metropolitanskih oblasti, sadrži nekoliko istaknutih urbanih gradskih i prigradskih centara. Iako je sada San Hoze najveći grad u Zalivskoj oblasti (prešao San Francisko na popisu 1990), kroz veći deo istorije San Francisko je bio najveći grad, a i sada je ostao glavni centar regiona.
Sa procenjenom populacijom u 2005. godini na 7.168.176 stanovnika, San Hoze – San Francisko – Ouklend objedinjena statistička oblast peta je po veličini metropolitanska oblast u Sjedinjenim Državama.

## Podregioni Zalivske Oblasti

### Severni zaliv
Region koji se nalazi severno od Golden Gejt mosta je poznat kao Severni zaliv. Ova oblast se sastoji od Okruga Marin i širi se severno ka okruzima Sonoma i Napa i istočno ka Solano okrugu. Severni zaliv ima, sa nekim izuzezcima, veoma visok dohodak: okrug Marin je rangiran kao najbogatiji u Sjedinjenim Državama. Severni zaliv uopšteno gledano najmanje urbanizovani deo Zalivske oblasti, sa mnogo neuređenih parkova i poljoprivrednih gazdinstava.
To je jedini deo Zalivske oblasti u kome nema zajedničkog gradskog železničkog sistema. Nedostatak saobraćajnih servisa vezan je za nisku brojnost populacije u Severnom zalivu, kao i za činjenicu da je vodom odvojen od ostatka Zalivske oblasti. Jedina veza Severnog zaliva sa ostatkom Zalivske oblasti je preko: Golden Gejt mosta prema San Francisku, Ričmond – San Rafael i Karkinez mosta prema Ričmondu, i preko Benisija mosta koji vodi ka Martinezu.

### Istočni zaliv
Istočna strana zaliva se sastoji od Almeida i Kontra Kosta okruga, i poznata je pod nazivom Istočni zaliv. Istočni zaliv je podeljen na dva regiona, unutrašnji istočni zaliv, koji se naslanja na zalivsku obalu, i spoljašnji istočni zaliv koji se sastoji od dolina odvojenih od unutrašnjeg istočnog zaliva brdima i planinama.
Unutrašnji Istočni Zaliv obuhvata gradove Ouklend, Hejvard, Frimont, Union siti, Berkli i Ričmond, kao i mnogo manjih predgrađa. Unutrašnji Istočni zaliv je više urbanizovan, gušće naseljen, sa dosta predratih zgrada i etnički raznovrsnijom populacijom.
U Ouklendu se nalazi najveća luka u regionu. Kao i kod mnogih urbanih zona u unutrašnjosti, Unutrašnji Istočni zaliv ima povećan procenat uličnog kriminala, kao i ostale socio – ekonomske probleme. Prema zvaničnim izveštajima FBI-a, u 2002. godini više od 50% svih ubistava u Zalivskoj oblasti se dogodilo u Ričmondu i Ouklendu. Broj ubistava se u toku vremena povećavao sve do 2005. kada je dostigao najveću vrednost, i u Ričmondu, i u Ouklendu.
Spoljašnji Istočni Zaliv se sastoji od velikog broja manjih gradova. Svi su povezani sa Istočnim Zalivom sistemom BART, auto-putem, kao i Kaldekot tunelom. Spoljašnji Istočni Zaliv je prigradsko, ruralno područje i izgrađeno je posle Drugog svetskog rata. Bela populacija je još uvek većinska u ovoj oblasti; međutim očekuje se da postane manjina za manje od deset godina. Većina bele populacije se preselila u ovu oblast iz San Franciska i Unutrašnjeg Istočnog zaliva, da bi izbegli socioekonomske probleme koje zahvataju te oblasti i koje se sada šire i na Spoljašnji Istočni zaliv.

### Poluostrvo
Oblast između Južnog zaliva, grada i okruga San Francisko je poluostrvo San Francisko, lokalno poznata kao „Poluostrvo”. Ova oblast se sastoji od više manjih gradova i prigradskih opština u San Mateo okrugu i u severozapadnom delu Santa Klara okruga, uključujući Palo Alto i Univerzitet Stanford, Los Altos, Menlo Park, Mauntin Vju, Dejli Siti, San Bruno, San Mateo, i Foster siti, Berlingejm, Redvud siti, San Karlos, Aterton, kao i više gradova uz pacifičku obalu, kao što su Pasifika i Haf Mun Bej. Ova oblast je veoma raznolika, iako ovde živi značajna populacija zaposlenih sa visokim ličnim dohotkom. Veliki broj ovih gradova su bili centri ruralnog života sve do perioda posle Drugog svetskog rata, kada je migrirao veliki broj stanovnika Zalivske oblasti iz srednje i više klase, što je pozitivno uticalo na razvoj sela i njihov funkcionalni prelazak u manje gradove. Od osamdesetih godina prošlog veka ova oblast je imala veliki porast porodica srednje i više klase što je direktna posledica tehnoškog buma Silicijumske doline.

### Južni zaliv
Opštine oko južnog dela zaliva San Francisko su poznate kao Južni Zaliv. Južni Zaliv obuhvata grad San Hoze i negova predgrađa uključujući Gilroj, Mauntin Vju, Santa Klara, Milpitas, Kupertino, Palo Alto, Sanivejl, Los Altos, Saratoga, Kembel i Los Gatos. U ovoj oblasti se nalazi i centar novih tehnologija Silicijumska dolina, koja se razvila iz svemirskog razvojnog centra iz vremena “hladnog rata”. Danas se rast nastavlja prevashodno zahvaljujući brzom razvoju novih tehnologija i stalnoj, i sve većoj potrebi za novom jeftinom imigrantskom radnom snagom. Rezultat tog povećanja stanovnika je veliki rast cena nekreatnina, što je primoralo mnoge porodice srednje klase da se presele u druge delove regiona. Profitirajući od naziva “Silicijumska dolina”, ova oblast je centrala velikog broja giganata iz tehnološkog sektora. Poznatije kompanije sa sedištem u Južnom Zalivu su: Intel, AMD, Cisco Systems, Hewlett-Packard, Apple Computer, Google i Yahoo!.

### Santa Kruz
Postoji neslaganje oko pripadanja okruga Santa Kruz Zalivskoj Oblasti. Mnogi stanovnici ovog okruga sebe ne smatraju stanovnicima ove oblasti; međutim, ne postoji zvanična definicija „Zalivske Oblasti San Francisko ”, tako da je ovaj pojam Zalivske oblasti donekle fleksibilan. Santa Kruz se obično smatra za deo Zalivske Oblasti Monterej, pošto grad leži na severnom delu Monterejskog zaliva. Grad se takođe ponegde smatra za najseverniji deo centralne obale Kalifornije, koja se pruža sve do Santa Barbare.

## Prihod i troškovi života u Zalivskoj Oblasti
Zalivska oblast je jedan od najbogatijih regiona u SAD-u. Po zavodu za statistiku SAD-a, od 280 definisanih metropolitskih oblasti, Zalivska oblast ima najveći prosečni dohodak po domaćinstvu sa 62,024 dolara u 2000. godini.
Dok samo 26% domaćinstava na nacionalnom nivou imaju godišnji dohodak preko 75,000 dolara, u San Francisku je taj procenat čak 48%. Procenat domaćinstava čiji dohodak prelazi 100,000 dolara je duplo veći od nacionalnog proseka. Oko jedne trećine (31%) domaćinstava u Zalivskoj oblasti ima šestocifreni godišnji dohodak, za razliku od nacionalnog proseka koji je manji od 16%. U Junu 2003, studija Stanford Univerziteta podržana od strane zavoda za statistiku SAD-a je ustanovila prosečan dohodak domaćinstva u Zalivskoj oblasti, koji je za oko 60% veći nacionalnog proseka. Najveći broj domaćinstava zarađuje između 100,000 i 150,000 dolara na godišnjem nivou, što je oko 18% domaćinstava. Na nacionalnom nivou najveći broj domaćinstava ima godišnju zaradu između 30,000 i 40,000 dolara, a to je oko 13% svih domaćinstava,.
Šest od deset Kalifornijskih opština sa najvećim per capita dohotkom su u Zalivskoj oblasti (Belvedir, Aterton, Vudsajd, Portola Vali, Diablo). Od sto okruga sa najvećim per capita dohotkom u SAD-u, šest se nalazi u Zalivskoj oblasti (Marin, San Mateo, San Francisko, Santa Klara, Kontra Kosta, Alamida).
Čerdeset dva stanovnika Zalivske oblasti se nalazi na Forbsovoj listi 400 najbogatijih amerikanaca, publikovanoj 2006. U San Francisku živi trinaest milijardera, pa se San Francisko nalazi odmah iza Moskve i Londona kao grad sa najviše milijardera u svetu. Među četrdesetdvojicom se nalaze neka veoma poznata imena kao što su Džordž Lukas, Čarls Švab i Leri Elison.
Studija nevladine organizacije Claritas ukazuje da u 2004. 5% od svih domaćinstava u San Francisko i San Hoze Metropolitanskim zonama imaju imovinu preko milion dolara, a Wells Fargo procenjuje da ima 180 hiljada milionerskih domaćinstava u Zalivskoj oblasti, od kojih 10% imaju imovinu veću od 5 miliona dolara.
Visoku popularnost Zalivska oblast duguje svom blagom vremenu, svojoj kulturnoj i ekonomskoj razvijenosti, koja u kombinaciji sa ograničenim građevinskim zonama dovodi do toga da su cene nekreatnina izuzetno visoke. Naročito su visoke kupoprodajne cene stambenog prostora, kao i zakup u komercijalne svrhe. Zahvaljujući relativno nižoj ceni nekreatnina u predgrađu i ograničenog javnog transporta, duge, skupe i često neprijatne automobilske gužve su česte u regionu. Zbog tih problema mnoge druge aktivnosti su skuplje nego u ostalim delovima zemlje. Samo su kod određenog dela populacije primanja pratila porast troškova života, pa je veliki broj zaposlenih koji imaju minimalnu zaradu, pa čak i domaćinstva sa više zaposlenih članova zavedeno kao „siromašno”, dok su viši prihodi, neophodni za zadovoljavajući životni standard doveli do povećanja taksi u Zalivskoj oblasti,

## Klima
Iz razloga što brda, planine, i velike vodene površine prouzrokuju tako veliki geografski diverzitet u regionu, Zalivska oblast ima značajnu različitost mikroklimata. Zone blizu Tihog okeana generalno karakterišu relativno male temperaturne razlike tokom godine, sa svežim maglovitim letima i blagim kišnim zimama. Zone u unutrašnjosti, naročito one koje su planinama odvojene od okeana imaju toplija leta i niže noćne temperature tokom zime. U nekoliko stambenih zona zimi čak padne i sneg koji se maksimalno zadrži par sati, a na nekim vrhovima (St. Helena, Mount Hamilton, Mount Diablo i Mount Tamalpais) se u toku zime u više navrata zadržava sneg po nekoliko dana.
|  |  |

## Geologija i geomorfologija Zalivske Oblasti
Zalivska oblast je širom sveta poznata po kompleksnosti svoje geološke građe. Geološku građu ove oblasti sačinjavaju formacije sastavljene od sedimentnih krečnjačkih stena i peščara, metamorfnih serpentinskih stena, naslaga uglja kao i neverovatni bazaltni oblici i naslage pepela nastali erupcijom danas ugašenih vulkana u bližoj ili daljoj geološkoj prošlosti. Na nekim lokacijama su u ogromnom broju prisutni fosili sisara pleistocenske starosti.

### Vertikalni reljef
Nastanak nekoliko planinskih masiva kao i velikog broja grebenskih i brdskih struktura vezan je za velike sile pritiska nastale sučeljavanjem pacifičke i severnoameričke ploče. Ove strukture obezbeđuju spektakularan pogled na veliki deo Zalivske oblasti i uključuju Mount Tamalpais sa 784 metara u okrugu Marin, Mount Diablo sa 1,173 metara u okrugu Kontra Kosta, Mission Peak sa 767 metara u Alameda okrugu i Mount Hamilton sa 1,284 metara nadmorske visine u okrugu Santa Klara na kome se nalazi i čuvena Lik opservatorija.
Dve glavne grbenske celine su uglavnom paralelne sa glavnim rasedima:
- Coast Range, predstavlja greben poluostrva San Francisko i okruga Marin.
- Brda Ouklanda i Berklija i njihova južna grebenska linija koja zahvata Mišn pik.

### Rasedi
Region je takođe podeljen na najmanje četiri glavna rasedna sistema sa stotinama manjih rasedlina koje pripadaju ozloglašenom resedu San Andreas, od kojih su svi na dodiru pacifičke i severnoameričke ploče.
Ovaj region je posebno izložen katastrofama povezanim sa velikim zemljotresima, kombinovanih sa više faktora:
- mnogobrojni aktivni rasedi u regionu.
- određeni tipovi zemljišta u blizini zaliva kao i u kotlinama u unutrašnjosti utiču na povećanje jačine zemljotresa. Zemljišta koja uvećavaju jačinu trusa su prikazana na mapi iznad.
- velike površine u zalivskoj oblasti su isušene močvare, danas značajno urbanizovane, koje su podložne sleganju zemljišta.
- veliki broj starih zgrada, od kojih mnoge ne mogu izdržati jače zemljotrese.
- intezivna gradnja u zonama koje su podložne klizištima i blatnim bujicama.
- Veći deo komunalne infrastrukture nezadovoljava standarde potrebne da se odrzi funkcionisanje u slučaju većih zemljotresa i požara.

### Transport u Zalivskoj Oblasti
Zalivsku oblast servisira veliki broj javnih transportnih sistema, uključujući tri internacionalna aerodroma (SFO, OAK, SJC), četiri brza tranzitna i regionalna zeleznička sistema uključujući i BART sistem, razgranat javni trajektni sistem, kao i veći broj autobuskih agencija.
Sistem auto-puteva je veoma razgranat; međutim na velikom broju saobraćajnica, naročito na mostovima, se za vreme špica javljaju saobraćajni kolapsi.

## Visokoškolsko obrazovanje Zalivske Oblasti
Region je sedište više univerziteta, među kojima najznačajnija mesta zauzimaju Stanford Univerzitet i Univerzitet Kalifornije Berkli.

## Regionalni okruzi i gradovi Zalivske Oblasti
Sledeća lista je na bazi definicije Zalivske oblasti sa deset okruga (u definiciji je i Santa Kruz okrug).

### Okruzi
- Alamida okrug
- Kontra Kosta okrug
- Okrug Marin
- Okrug Napa
- San Francisko okrug
- San Mateo okrug
- Santa Klara
- Santa Kruz
- Okrug Solano
- Okrug Sonoma

### Gradovi sa više od 200.000 stanovnika
- San Hoze, 953.679
- San Francisko, 799.263
- Ouklend 412.318

### Gradovi sa 100.000 do 200.000 stanovnika
- Antioh
- Berkeli
- Konkord
- Dali Siti
- Ferfild
- Hejvard
- Ričmond
- Santa Klara
- Santa Rosa
- Sanivejl
- Valjeho

## Spoljašnje veze
- Bay Area Experiences.com
- CalEJ.org
- San Francisco Housing and Real Estate Guide Архивирано на веб-сајту  (27. јануар 2021) Vodič za nekretnine.
- SFCalendar.org Kulturna događannja.
- San Francisco Bay Area Real Estate Vodič za nekretnine.
- San Francisco Bay Area Boat Launch map Архивирано на веб-сајту  (25. мај 2017)